# Dasythemis essequiba
Dasythemis essequiba is een libellensoort uit de familie van de korenbouten (Libellulidae), onderorde echte libellen (Anisoptera).
De wetenschappelijke naam Dasythemis essequiba is voor het eerst geldig gepubliceerd in 1919 door Ris.